# Maurice Arthus
Nicolas Maurice Arthus (Angers, 9 de janeiro de 1862 — Friburgo (Suíça), 24 de fevereiro de 1945) foi um fisiologista francês.

## Obras selecionadas
- Précis de chimie physiologique, 1895
- Précis de physiologie, 1901
- De l'anaphylaxie à l'immunité, 1921

## Literatura
- L. Binet: Médecins, biologistes et chirurgiens. 1954, 225–238